# Pou de Sant Isidre
El Pou de Sant Isidre és una obra d'Alcanar (Montsià) inclosa a l'Inventari del Patrimoni Arquitectònic de Catalunya.

## Descripció
Pou construït a inicis del segle xx. En principi funcionava amb un motor a vapor però ara ho fa mitjançant mecanismes moderns. L'element que més destaca és la gran bassa que hi ha al davant.

## Història
El pou del Marquès va ser un dels primers pous a cel obert que es van fer a Alcanar en zones de secà a inicis del segle xx. Actualment pertany a la Societat de Regants d'Alcanar.